# Рапале
Рапале (фр. Rapale, корс. Rapale) — коммуна во Франции, находится в регионе Корсика. Департамент коммуны — Верхняя Корсика. Входит в состав кантона Верхний Неббио. Округ коммуны — Бастия.
Код INSEE коммуны — 2B257.

## Население
Население коммуны на 2008 год составляло 157 человек.
| 1962 | 1968 | 1975 | 1982 | 1990 | 1999 | 2008 |
| ---- | ---- | ---- | ---- | ---- | ---- | ---- |
| 94   | 122  | 116  | 108  | 102  | 131  | 157  |

## Экономика
В 2007 году среди 95 человек в трудоспособном возрасте (15—64 лет) 60 были экономически активными, 35 — неактивными (показатель активности — 63,2 %, в 1999 году было 54,8 %). Из 60 активных работали 48 человек (29 мужчин и 19 женщин), безработных было 12 (4 мужчины и 8 женщин). Среди 35 неактивных 8 человек были учащимися или студентами, 12 — пенсионерами, 15 были неактивными по другим причинам.

## Фотогалерея

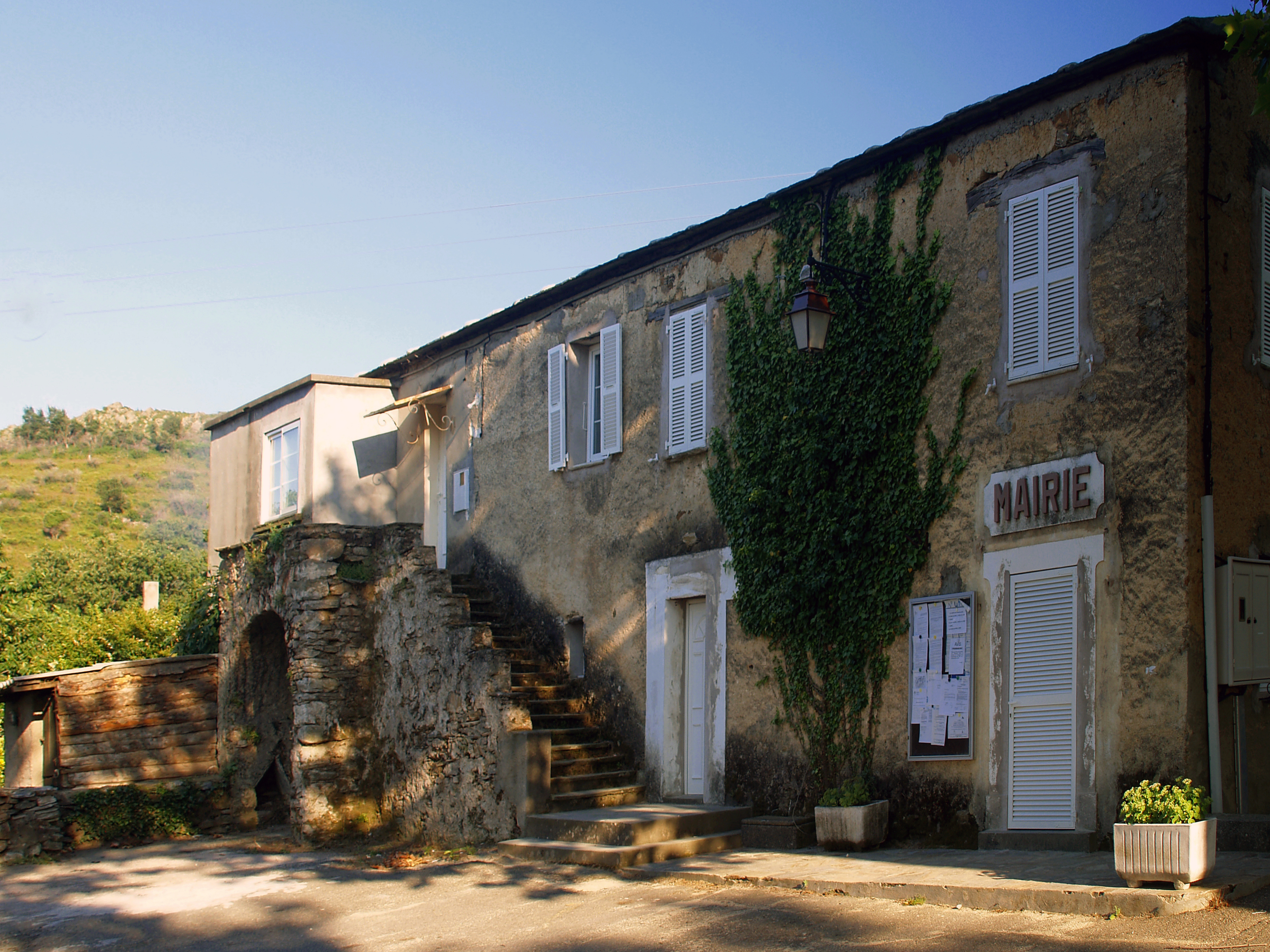
Мэрия
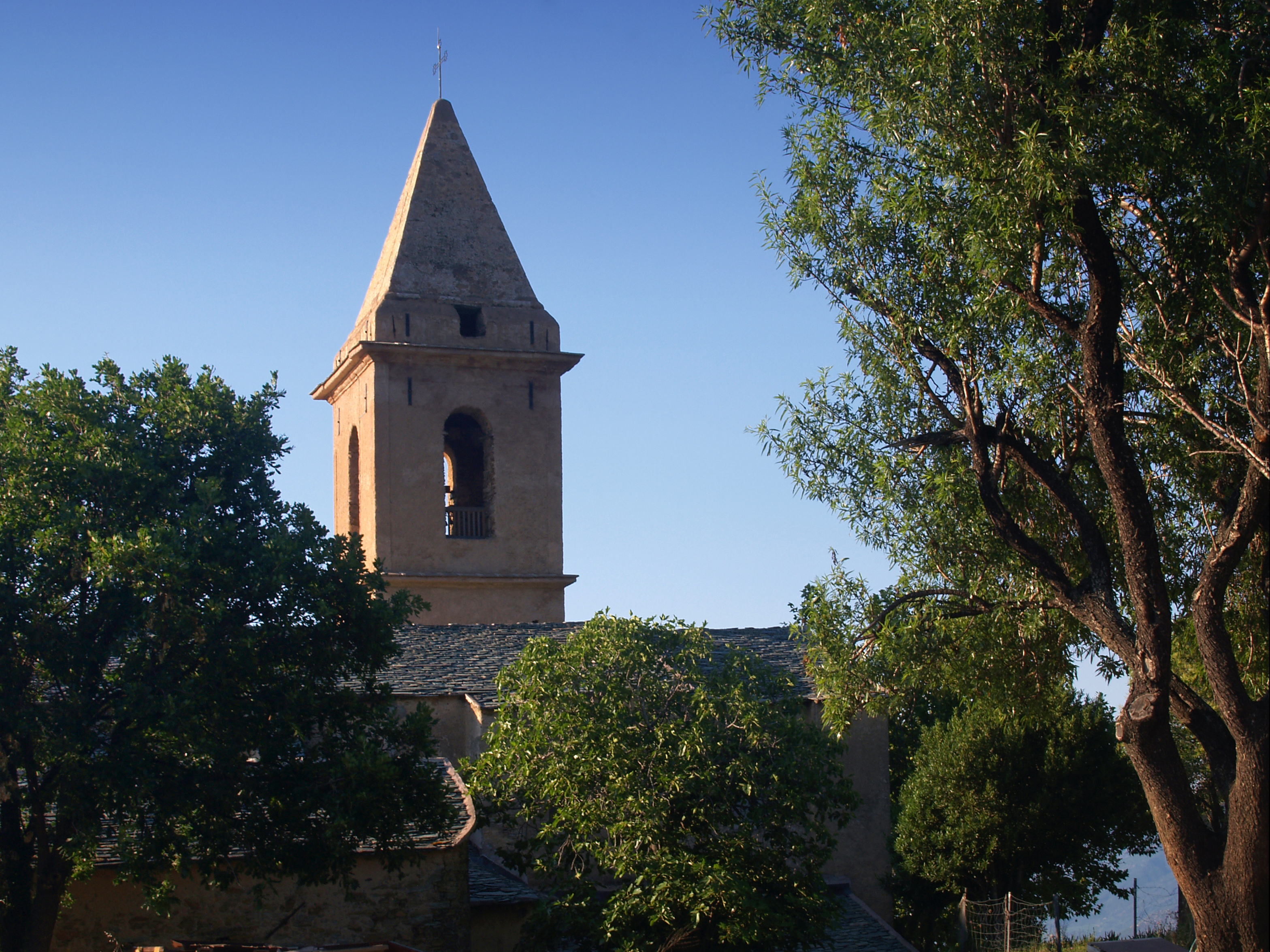
Церковь Санта-Мария